# Sanctuaire d'Hercules Magnus Custos
Ne doit pas être confondu avec Temple d'Hercule Victor ou Temple d'Hercule et des Muses.
Le sanctuaire d'Hercules Magnus Custos (en latin : Aedes (?) Herculi Magno Custodi in Circo Flaminio, littéralement « Hercule Grand Gardien ») est un lieu de culte romain qui a pu prendre la forme d'un temple, d'un autel ou d'une simple statue, situé sur le Champ de Mars, près du cirque Flaminius.

## Localisation
Le sanctuaire se situe avec certitude à proximité immédiate du Cirque Flaminius, mais sa localisation exacte n'est pas connue. Selon une première hypothèse, le sanctuaire se situe à l'extrémité occidentale du cirque, au sud du temple de Mars,.

## Fonction
Il est inhabituel à Rome qu'un temple ou un sanctuaire soit dédié à une divinité portant deux épithètes, la seule exception étant le temple dédié à Jupiter Optimus Maximus sur le Capitole. Il est possible que le culte ait été fondé après consultation des Livres Sibyllins alors que la ville est menacée par les épidémies, dans un contexte similaire à la fondation du culte d'Apollo Medicus. L'épithète Custos semble placer Hercule comme « gardien du cirque Flaminius » ou comme « gardien personnel » du commanditaire à l'image de nombreuses autres dédicaces de la fin de la République.

## Histoire
La date de la fondation du lieu de culte ne fait l'objet que d'hypothèses qui la placent entre le IIIe siècle av. J.-C. et la première moitié du Ier siècle av. J.-C. durant la dictature de Sylla. Selon Ovide, ce dernier aurait en effet approuvé (probatio) la construction ou la restauration du sanctuaire,,. Toutefois, l'hypothèse selon laquelle le sanctuaire a été érigé après consultation des Livres Sibyllins place la construction de l'édifice avant 83 av. J.-C., les Livres ayant été détruits peu après dans un incendie. Il est possible qu'en mentionnant Sulla, Ovide fasse en fait référence à un ancêtre du dictateur comme Publius Cornelius Rufinus Sulla, préteur en 212 av. J.-C., resté célèbre pour ses analyses des prophéties des Livres Sibyllins. Il est également possible que le sanctuaire ait été voué lors d'une guerre contre les Gaulois en 225 av. J.-C. mais sa construction aurait été différée en attendant une situation plus stable. Le sanctuaire aurait alors été voué de nouveau par Caius Flaminius Nepos durant une campagne militaire en Lombardie et érigé en même temps que le cirque, vers 220 av. J.-C.,. Cette dernière hypothèse s'appuie sur la mention d'une supplicatio qui se serait déroulée dans un temple dédié à Hercule par Tite-Live pour l'année 218 av. J.-C.
Le dies natalis du temple est fixé au 4 juin ou au 12 août, le doute quant au jour précis provenant d'une confusion avec l'autel dédié à Hercules Invictus ad circum Maximum.

### Ouvrages généraux
- (it) Filippo Coarelli, Il Campo Marzio : dalle origini alla fine della Repubblica, Rome, Quasar, 1997
- (en) Amanda Claridge, Rome : an Oxford Archaeological Guide, Oxford University Press, 2010 (ISBN 9780199546831)
- (it) Attilio Degrassi, Fasti anni Numani et Iuliani : accedunt ferialia, menologia rustica, parapegmata, Rome, Istituto poligrafico dello stato, 1963
- (en) Adam Ziolkowski, The Temples of mid-republican Rome and their Historical and Topographical Context, Rome, 1992
- (en) Paul W. Jacobs et Diane Atnally Conlin, Campus Martius : The Field of Mars in the Life of Ancient Rome, New York (N.Y.), Cambridge University Press, 2015, 243 p. (ISBN 978-1-107-66492-0)
- (en) Lawrence Richardson, A New Topographical Dictionary of Ancient Rome, Baltimore, (Md.), Johns Hopkins University Press, 1992, 488 p. (ISBN 0-8018-4300-6)

### Ouvrages sur le temple
- (en) Guido Petruccioli, « The Circus Flaminius in Rome (MPhil Thesis) », British School at Rome,‎ 2000
- (en) Guido Petruccioli, « Hercules Magnus Custos », Digital Augustan Rome,‎ 2008 (lire en ligne)
- (it) F. Zevi, « Per l'identificazione della porticus Minucia frumentaria », MEFRA, no 105,‎ 1993, p. 661-708